# 3,4,5-Trimetoxianfetamina
No confundir esta sustancia con la 3,4,5-trimetoxi-b-fenetilamina.
Las trimetoxianfetaminas, también conocidas como TMA, son una familia de drogas alucinógenas isoméricas. Existen seis isómeros de TMA distintos que difieren solo en la posición de los tres grupos metoxilo: TMA, TMA-2, TMA-3, TMA-4, TMA-5 y TMA-6.

## Química
Los TMA son análogos del alcaloide fenetilamina proveniente del cactus de la mescalina. Los TMA son anfetaminas sustituidas, sin embargo, su acción no se parece a la del compuesto anfetamina no sustituido, que es un estimulante y no un psicodélico. Se ha informado de que algunos TMA provocan una gama de emociones que van desde la tristeza hasta la euforia y la empatía. Varios TMA fueron sintetizados por primera vez por el químico Alexander Shulgin. Síntesis de los datos, así como información de la actividad de las drogas en humanos ha sido publicado en el libro PiHKAL (Phenethylamines I Have Known And Loved).

## Origen
La aminación de la elemicina conduce a la 3,4,5-trimetoxianfetamina o TMA, también conocida como EA-1319 (PIHKAL, compuesto No. 157). Esta fue la primera fenetilamina completamente artificial descubierta con actividad psicotrópica que se sintetizó en 1955. Shulgin y sus colaboradores han sintetizado los seis isómeros de la TMA, siendo la más activa la TMA-2 (2,4,5 trimetoxianfetamina; PIHKAL, Compuesto No. 158).
La dosis activa de la TMA-2 oscila entre los 20 y 40 mg, a diferencia de los 150 mg de la TMA. El aceite esencial que correspondería a la TMA-2 es la asarona

## Estado legal
La TMA es una sustancia controlada y por extrapolación, también lo son todos sus isómeros. Estos compuestos no parece que hayan llegado a salir del laboratorio, aunque durante una época se realizaron estudios en el Arsenal Edgewood del ejército de los Estados Unidos, en busca de posibles aplicaciones de la TMA (bajo las siglas EA-1319) en la guerra química, ensayándose en pacientes psiquiátricos.

## Detección en orina
La cromatografía espectrométrica de masas líquida (LC-MS) es un método sensible para la cuantificación de una sustancia activa de drogas psicodélicas alucinógenas (trimetoxianfetaminas) en la orina humana que resultó ser robusta, confiable, y adecuada para emplearse como un método de confirmación en los ensayos clínicos de drogas en orina.